# 江部乙温泉
江部乙温泉（えべおつおんせん）は、北海道滝川市江部乙町西にある温泉。西に石狩川が流れており、温泉からはエルムケップ山やピンネシリ岳を中心とする樺戸連山を眺望出来る。また、温泉から車で約1時間圏内に富良野動物園や旭山動物園、雨竜沼湿原がある。

## 泉質
- ナトリウム・カルシウム-塩化物強塩泉（低張性アルカリ性温泉）[1]
- 泉温　30.1℃

## 温泉街
JR江部乙駅前の住宅街に、一軒宿の「えべおつ温泉」が存在。
露天風呂はなく、男女別の内湯（冷鉱泉・温泉）とサウナのみ。宿泊・日帰り入浴可能。

## 歴史
大正初期に釣り人が冷鉱泉を発見したのがきっかけ。ここに共同浴場を作った。1921年（大正10年）、旅館も併設。
1982年（昭和57年）、ボーリングを実施したところ、温泉（塩化物泉）が湧出。

## 関連施設
- 蕎麦処みたて[2]
- えべおつ温泉別館『みたて』(簡易宿泊所)[2]

## アクセス
JR北海道函館本線江部乙駅より徒歩すぐ。